# Kobea
Kobea, sępota (Cobaea Cav.) – rodzaj roślin należący do rodziny wielosiłowatych (Polemoniaceae). Obejmuje ok. 18 gatunków pochodzących z kontynentów amerykańskich z obszaru od Meksyku na północy po Wenezuelę i północne Chile. Są to szybko rosnące rośliny pnące zasiedlają wąwozy, tereny trawiaste i zarośla. W Polsce rośliny te nie występują w środowisku naturalnym. Rozpowszechniona w uprawie jest kobea pnąca sadzona jako roślina ozdobna. Naukowa nazwa rodzajowa upamiętnia jezuitę prowadzącego działalność misyjną w Meksyki i Peru – Fr Barnabe Cobo (1582–1657).

## Morfologia

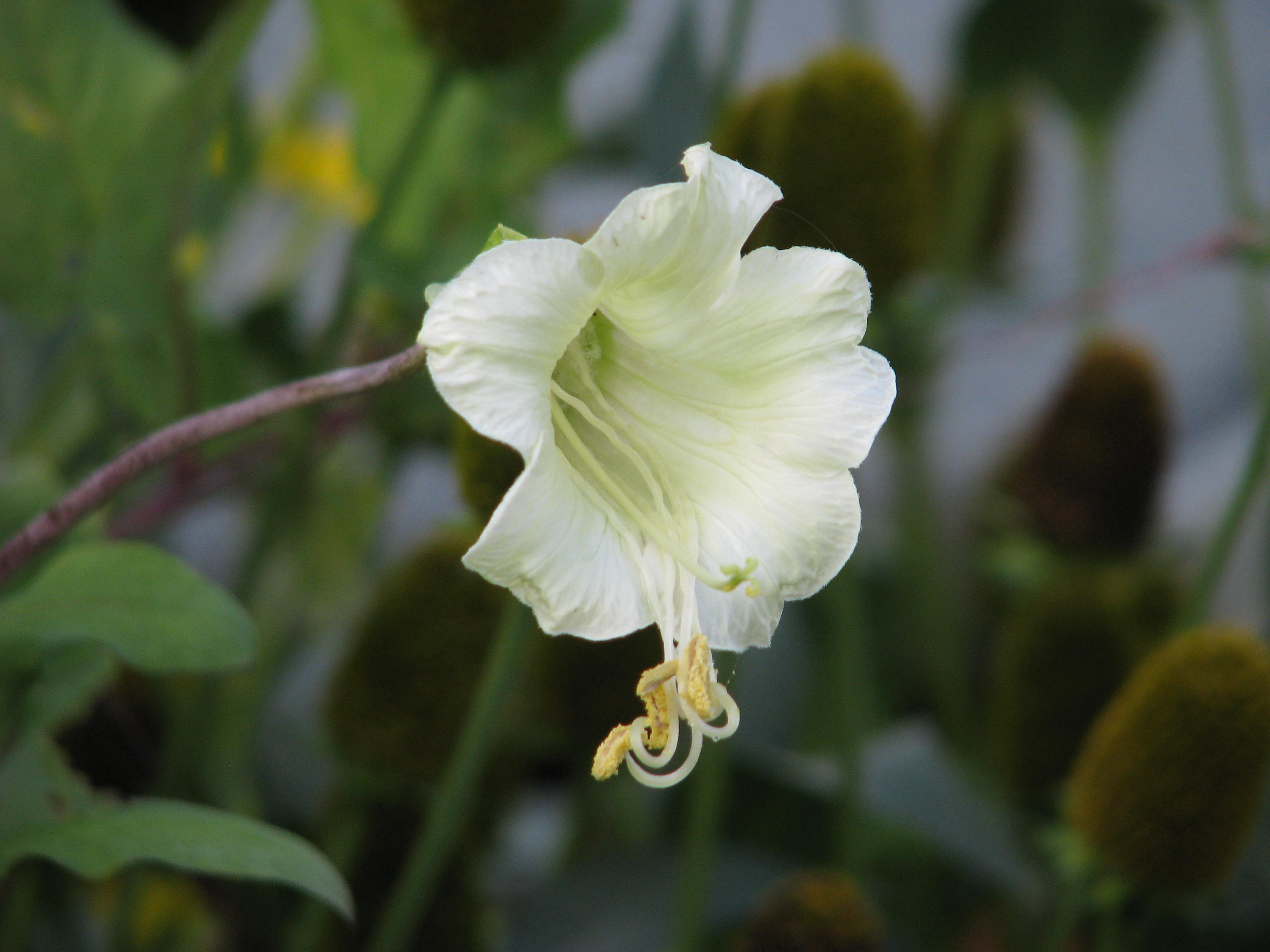
Cobaea pringlei

PokrójPnącza wieloletnie i jednoroczne o bardzo szybkim wzroście, osiągające do 30 m wysokości.
LiścieSkrętoległe, pierzasto złożone, z trzema parami krótkoogonkowych listków zakończone rozgałęziającym się wąsem czepnym.
KwiatyWyrastają pojedynczo w kątach liści i zapylane są przez nietoperze i ćmy. Są długoszypułkowe, zwykle dzwonkowate, przeważnie w kolorze zielonym, kremowobiałym, fioletowym, purpurowym lub niebieskawym. Działek kielicha jest 5, nie są zrośnięte, nierzadko są liściasto rozszerzone. Płatków korony jest 5, są zrośnięte tworząc dłuższą lub krótszą rurkę, na końcach płatki są zaokrąglone. Pręcików jest 5, osiągają długość taką jak rurka korony lub są nieznacznie od niej dłuższe. Zalążnia jest górna, powstaje z 3 owocolistków, zwieńczona jest pojedynczą szyjką słupka, na szczycie rozdzieloną na trzy łatki.
OwoceWydłużona eliptycznie torebka zawierająca po kilka spłaszczonych nasion w każdej z trzech komór.

## Systematyka
Rodzaj należy do podrodziny Cobaeoideae w obrębie rodziny wielosiłowatych Polemoniaceae. Dawniej podrodzina ta była wyodrębniana jako osobna rodzina Cobaeaceae. Przynależność do wielosiłowatych potwierdzona została badaniami nad DNA.
Wykaz gatunków
- Cobaea aequatoriensis Aspl.
- Cobaea aschersoniana Brand
- Cobaea biaurita Standl.
- Cobaea campanulata Hemsl.
- Cobaea flava Prather
- Cobaea gracilis (Oerst.) Hemsl.
- Cobaea lutea D.Don
- Cobaea minor M.Martens & Galeotti
- Cobaea pachysepala Standl.
- Cobaea paneroi Prather
- Cobaea penduliflora (H.Karst.) Hook.f.
- Cobaea pringlei (House) Standl.
- Cobaea rotundiflora Prather
- Cobaea scandens Cav. – kobea pnąca, sępota pnąca[4]
- Cobaea skutchii I.M.Johnst.
- Cobaea stipularis Benth.
- Cobaea trianae Hemsl.
- Cobaea triflora Donn.Sm.